# John Gorton
John Grey Gorton (Melbourne (Victoria), 9 september 1911 - Sydney (New South Wales), 19 mei 2002) was een Australisch politicus. Hij was de 19e premier van Australië.

## Levensloop
Gorton studeerde geschiedenis, politicologie en economie aan de Universiteit van Oxford in Engeland. Tijdens een vakantie in Spanje leerde hij zijn toekomstige Amerikaanse vrouw kennen. Samen kregen zij drie kinderen.
Na de uitbraak van de Tweede Wereldoorlog nam Gorton dienst bij de Royal Australian Air Force. Hij leerde in een Hurricane vliegen. Samen met zijn squadron werd hij naar het Midden-Oosten gestuurd, maar op zee kreeg zijn schip orders om koers te zetten richting Singapore. Japan had zich intussen in de oorlog gemengd en bedreigden de Britse havenstad. Tijdens een van zijn eerste gevechtsvluchten kreeg zijn vliegtuig te maken met motorproblemen en moest de Australiër een noodlanding maken op Bintan, veertig kilometer ten zuiden van Singapore. Leden van het Koninklijk Nederlandsch-Indisch Leger vingen hem op en hielpen hem om terug te komen naar Singapore. Bij zijn terugkomst was de stad al grotendeels in handen van de Japanners. Daarom werd hij op een schip gezet richting Batavia en vandaar uit richting de Australische stad Darwin. Gedurende de rest van de oorlog was hij gestationeerd in Darwin en Milne Bay in Nieuw-Guinea.
Voor de oorlog was Gorton lid geweest van de Country Party, maar in 1949 werd hij namens de Liberal Party of Australia gekozen in de Senaat. Hij vervulde verschillende ministersposten, waaronder minister van de Marine, minister van Arbeid, minister van Binnenlandse Zaken en minister van Onderwijs in de regeringen van de premiers Robert Menzies en Harold Holt. Verder was hij fractievoorzitter in de Senaat. Toen Holt in 1967 tijdens een zwemtocht verdween, naar aangenomen verdronken, werd hij in eerste instantie opgevolgd door John McEwen, vicepremier en leider van de Country Party, tot het moment dat de Liberalen een geschikte opvolger hadden gevonden. McEwen verklaarde meteen dat zijn partij een coalitie met  William McMahon, tweede man van de Liberalen, zouden steunen. Bij nieuwe verkiezingen zouden de Liberalen nooit genoeg stemmen hebben gehaald om alleen de regering te vormen en een alternatieve coalitiepartner was ook niet voor handen. Met steun van Malcolm Fraser en Dudley Erwin schoven de Liberalen daarom Gorton naar voren als nieuwe premier. Hij is de enige premier in de geschiedenis van de Australische politiek die ooit lid is geweest van de Senaat.
Aanvankelijk was Gorton zeer populair als premier. Hij zette het beeld van zichzelf neer als een man die wel van een biertje hield en risico's niet uit de weg ging. Dat beeld zou zich later tegen hem keren. Als premier wilde hij dat Australië minder afhankelijk zou worden van Groot-Brittannië en stond voor grotere defensie-uitgaven. Net als Holt was hij voorstander van de Australische deelname aan de Vietnamoorlog. Dat kostte hem een hoop krediet bij de bevolking toen steeds minder mensen die deelname aan de oorlog steunden. Ook in zijn publieke- en mediaoptredens kwam hij niet goed uit de verf, terwijl de nieuwe oppositieleider Laborleider Gough Whitlam juist wel hard aan de weg timmerde. Bij de parlementsverkiezingen van 1969 behield de zittende regering maar net de meerderheid, maar ging wel fors achteruit in zetelaantal.
Intussen had er bij de Country Party een leiderschapswissel plaatsgevonden. De nieuwe leider Doug Anthony  liet weten dat zijn partij geen bezwaren meer had tegen een eventueel premierschap van McMahon. Gorton wilde zich verzekeren van de steun van zijn eigen partij en vroeg een stemming aan over zijn eigen leiderschap. De stemmen staakten. Formeel had hij kunnen aanblijven als partijleider en dus premier, maar hij besloot zelf af te treden. Partijgenoot Fraser, die hem eerder gesteund had, leverde felle kritiek op Gorton toen deze zijn aftreden in het parlement bekendmaakte. Als verrassingsactie stelde de afgetreden premier zich verkiesbaar het vice-leiderschap en werd gekozen. Daardoor moest de nieuwe premier McMahon hem wel opnemen in zijn regering als minister van Defensie. Na vijf maanden moest hij aftreden wegens een gebrek aan loyaliteit.
De Liberale Partij belandde in 1972 in de oppositie toen Labor de verkiezingen won. Door toedoen van Gorton werd seks tussen twee volwassenen met wederzijdse toestemming in 1973 legaal. Toen Fraser in 1975 aantrad als nieuwe partijleider verliet Gorton de partij en ging verder als onafhankelijk parlementslid. Vanaf 1977 steunde hij de nieuwe Australian Democrats van Don Chipp. Na zijn pensioen ging Gorton in Canberra wonen en hield zich op de achtergrond. Hij feliciteerde wel Bob Hawke toen deze Fraser in 1983 dwong af te treden. Gortons vrouw overleed in 1983. Tien jaar later hertrouwde hij. In de periode keerde hij ook terug naar de Liberale Partij.
- Gemeinsame Normdatei: 124969275
- International Standard Name Identifier: 0000 0001 1438 5042
- Library of Congress Control Number: n50034710
- Nationale bibliotheek van Australië: 35136247
- Nationale Bibliotheek van Israël: 987007271654305171
- SNAC: w6rn3s19
- Système universitaire de documentation: 075665506
- Trove: 477917
- Virtual International Authority File: 15718494
- WorldCat: E39PBJvtdMPRD4GkKvdMPDmw4q